# Türkischer Tempel

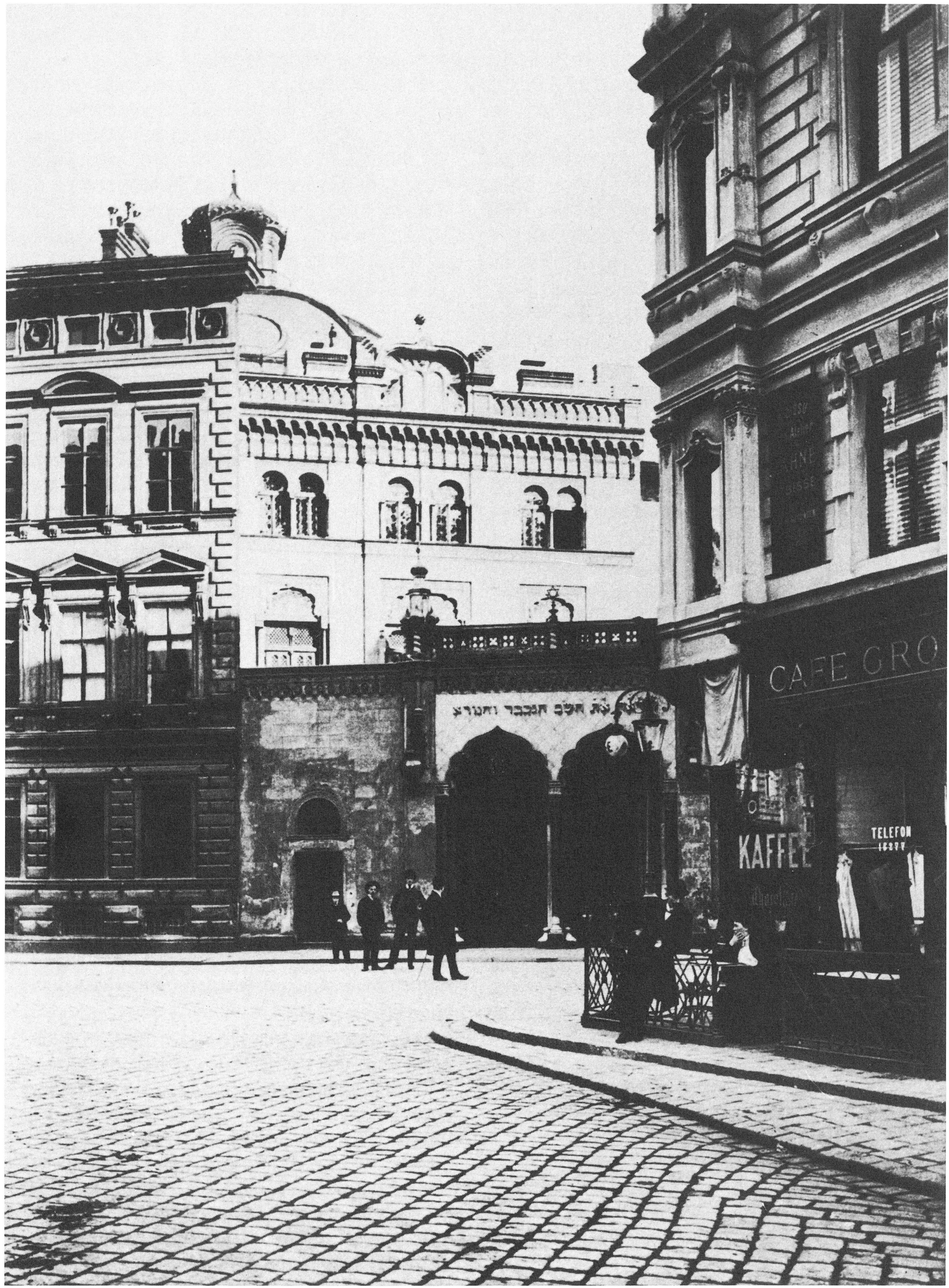
Der Türkische Tempel um 1900

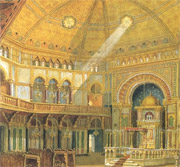
Innenansicht, nach einem Aquarell von Franz Reinhold 1890

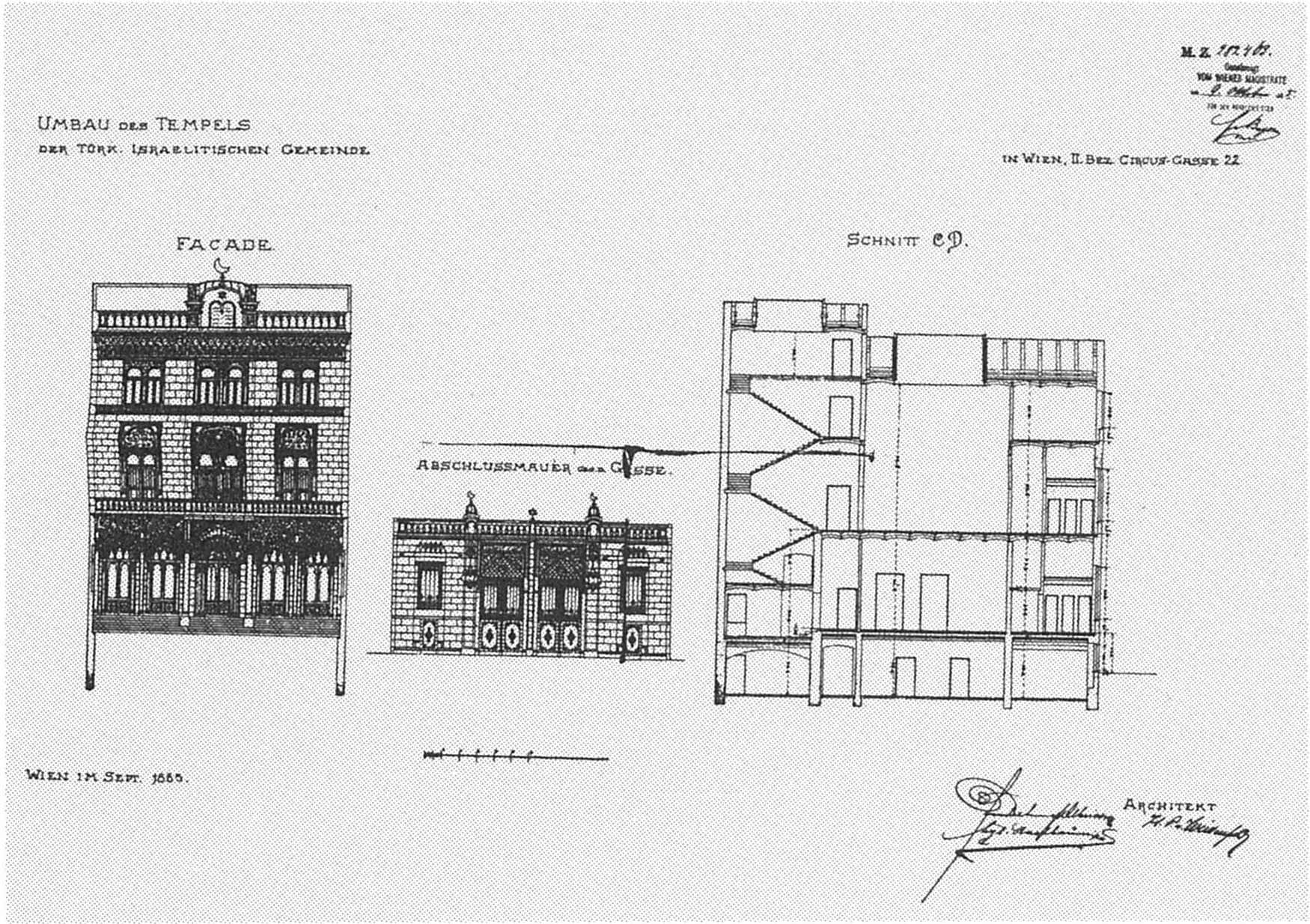
Der Türkische Tempel nach Plänen von Hugo von Wiedenfeld

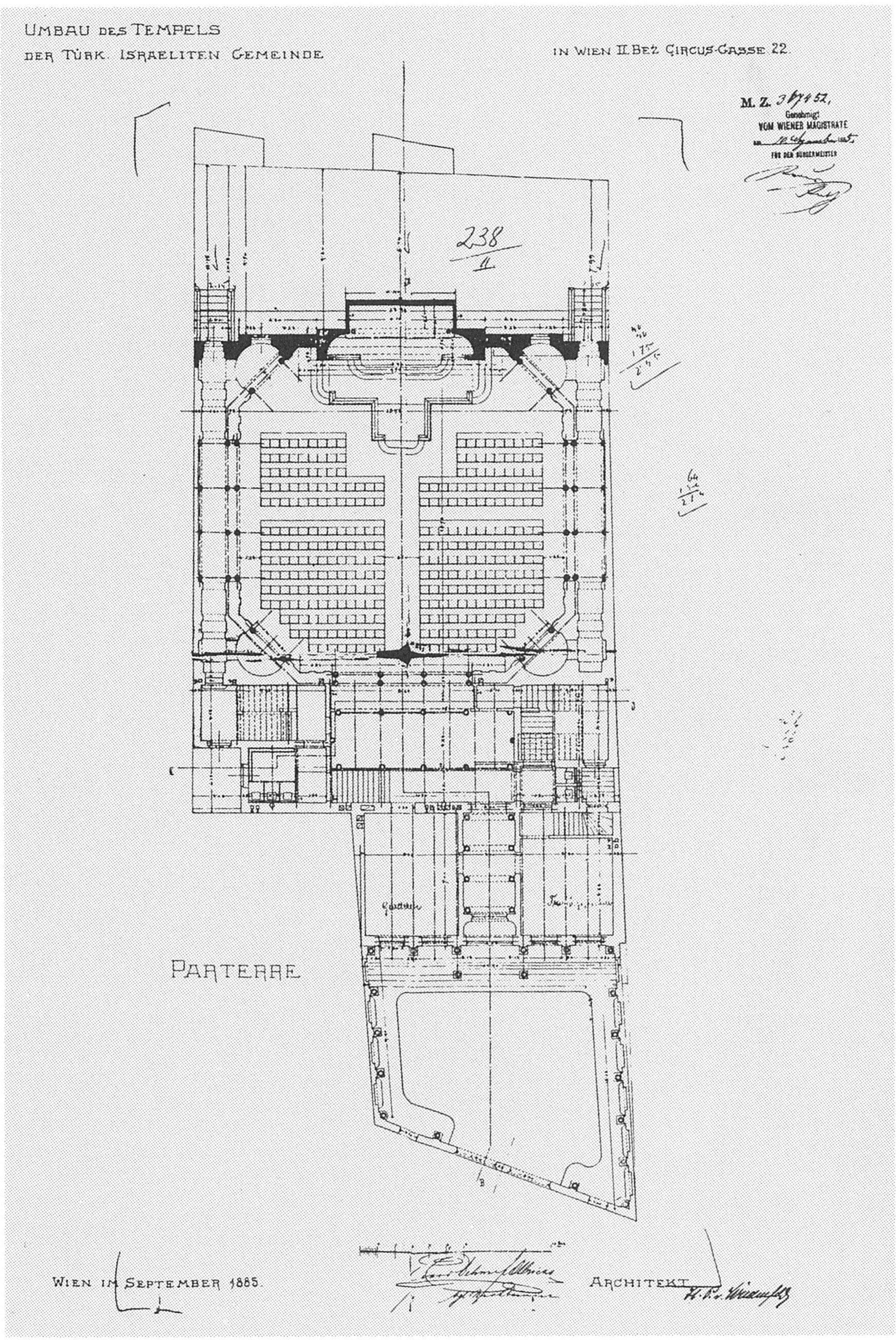
Grundriss der Gebäude ausschließlich des Vorhofes. Bauplan von Hugo von Wiedenfeld

Der Türkische Tempel in Wien war eine Synagoge im orientalischen Stil der türkisch-jüdischen Gemeinde (Sephardim). Das Gebäude wurde zwischen 1885 und 1887 nach Plänen von Hugo von Wiedenfeld in der Zirkusgasse 22 im 2. Wiener Gemeindebezirk Leopoldstadt errichtet und während der Novemberpogrome 1938 zerstört.

## Geschichte
Eine kleine türkisch-jüdische Gemeinschaft existierte in Wien bereits 1736 und erhielt von Kaiser Karl VI. zahlreiche Sonderrechte. Das älteste Dokument, welches von einem Bestand einer türkisch-jüdischen Gemeinde in Wien zeugt, ist aus dem Jahr 1778. Vor allem Vereinbarungen mit der Regierung des osmanischen Reiches (Hohe Pforte) brachten für die türkischen Juden größere Freizügigkeit, wodurch diese auch nach 1848 und 1867 ein autonomes Gemeindeleben behaupten konnten. Die türkischen Juden Wiens betrachteten sich selbst als Elite des Judentums und räumten der Bewahrung ihrer spaniolischen Sprache und der Pflege des sephardischen Ritus großen Raum ein. Gleichzeitig hielten die Gemeindemitglieder enge Verbindungen zum osmanischen Reich aufrecht.
Ein Bethaus der türkisch-jüdischen Gemeinde ist erstmals aus dem Jahre 1778 überliefert, wenngleich auch die Lage unbekannt bleibt. 1824 wurde das damalige Bethaus in der Oberen Donaustraße durch einen Brand zerstört und die Gemeinde übersiedelte in die Große Mohrengasse. Da jedoch die Mitgliederzahl der türkisch-jüdischen Gemeinde stark anstieg, erwarb die Gemeinde ein Grundstück in der Fuhrmanngasse (heute Zirkusgasse) 22 und begann mit der Errichtung eines neuen Bethauses, das 1868 eröffnet wurde. Rasch machten sich jedoch schwere Baumängel bemerkbar, sodass das Gebäude schließlich abgerissen werden musste. Mit der Planung des Neubaus wurde nun der Architekt Hugo von Wiedenfeld beauftragt, dessen Vorstellungen zwischen 1885 und 1887 der Architekt Louis von Giacomelli verwirklichte. Auf Grund des neuen Israelitengesetzes von 1890 verlor die türkisch-jüdische Gemeinde in diesem Jahr ihre Unabhängigkeit und sollte in die Israelitische Kultusgemeinde eingegliedert werden. Nach langen Verhandlungen wurde der sephardischen Gemeinde jedoch eine gewisse Autonomie zugebilligt, sodass diese unter anderem ihre eigene Matrikenführung weiterführen konnte. Als Rabbiner wirkte an der Synagoge bis 1918 der aus Sarajewo stammende Michael Papo. Danach war diese Position praktisch nicht mehr besetzt, da dessen Sohn Manfred Papo seine Tätigkeit als Rabbiner nur sporadisch im türkischen Tempel ausübte. Bedeutend war hingegen nach dem Ersten Weltkrieg Oberkantor Isidor Lewit, der in Anlehnung an türkisch-sephardische Melodien einen eigenen Gesangsstil schuf.

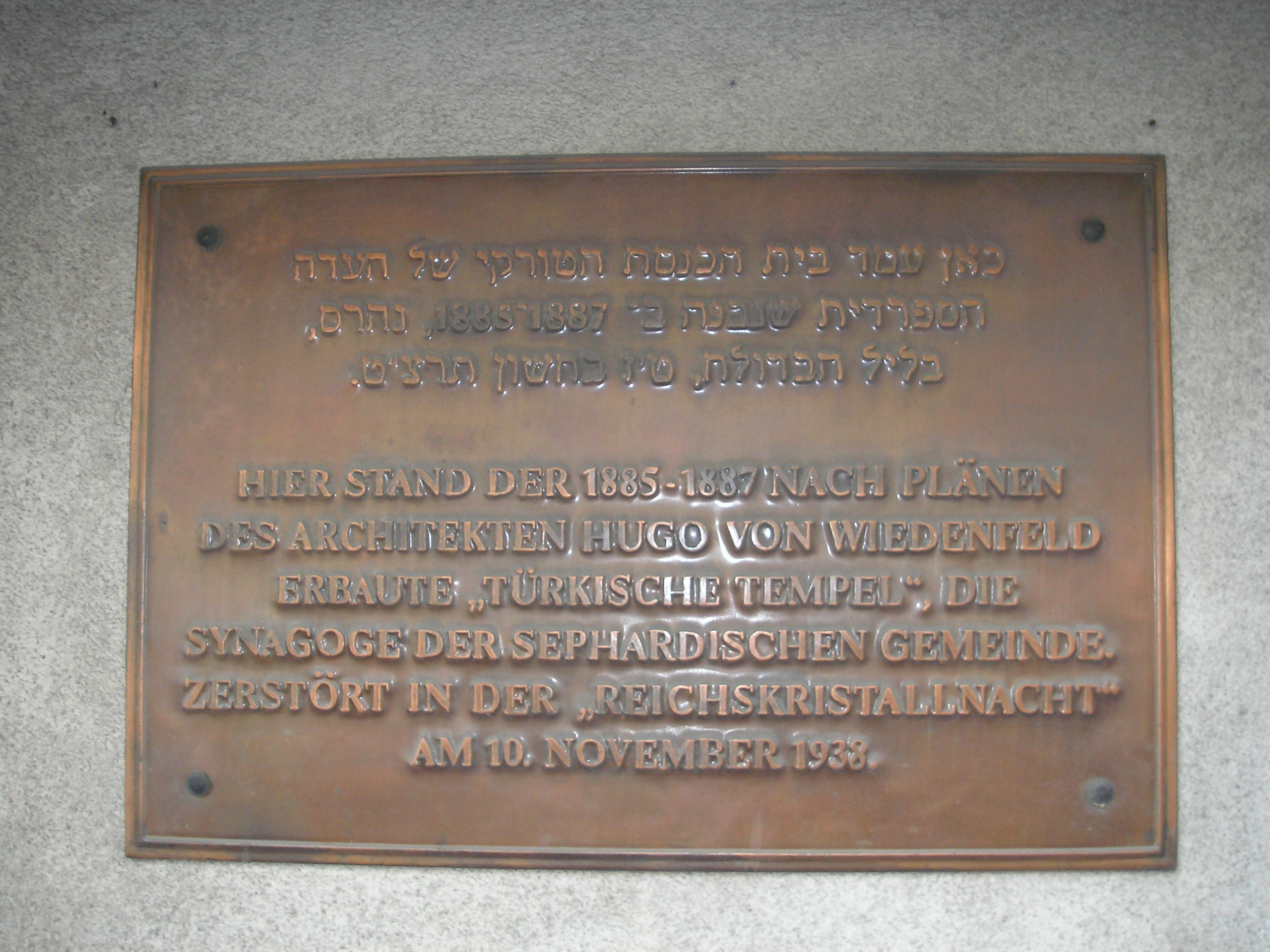
Gedenktafel für den Türkischen Tempel

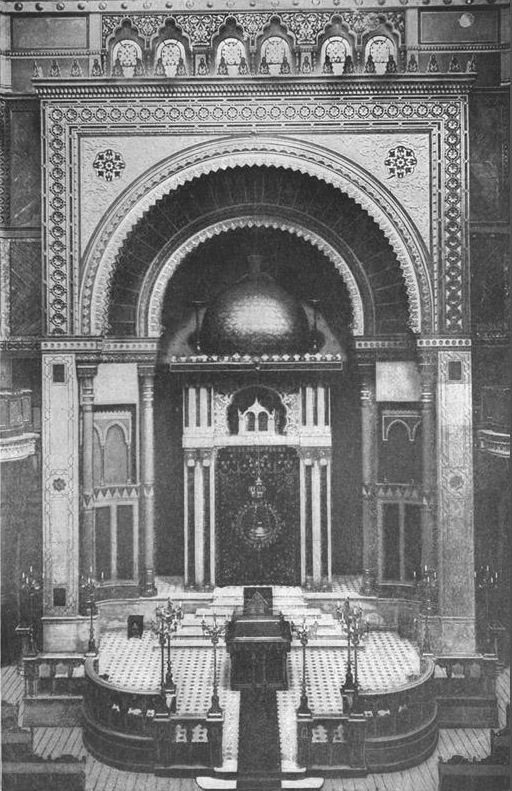
Blick auf den Toraschrein

Während des Novemberpogroms 1938 wurde die Synagoge zerstört. 1988 wurde von der Stadt Wien eine Gedenktafel zur Erinnerung an die Synagoge gestiftet.

## Gebäude
Die Synagoge der sephardischen Gemeinde Wiens wurde von Hugo von Wiedenfeld nach dem Vorbild der Alhambra im maurischen Stil errichtet. Die Synagoge wurde zwischen mehreren Nachbarhäusern erbaut, so dass der Eingang nur über einen Vorhof zu erreichen war. Über ein Vestibül gelangten die Synagogenbesucher in den quadratischen Betraum mit seiner 12 Meter hohen, achteckigen Kuppel. Diese wurde von 17 Meter hohen Umfassungsmauern getragen und war durch Oberlichtfenster und Laternen erhellt. Der Toraschrein mit der Tora war wie der Großteil des Innenraums mit Marmor verkleidet oder mit Stuck geschmückt und in Gold oder anderen Farben gehalten. Gegenüber dem Sanktuarium befand sich zudem die Orgelempore. Der Betraum umfasste im Erdgeschoß 314 Sitzplätze, auf den Galerien, die an drei Seiten des Raumes angebracht waren, fanden zudem weitere 360 Gläubige Platz. Die Galerien boten dabei 250 Steh- und 110 Sitzplätze. Im gassenseitigen Teil der Synagoge befand sich im ersten Stock zudem ein Winterbetraum mit 105 Sitzplätzen.